# دوغان آخانلی
دوغان آخانلی (انگلیسی: Doğan Akhanlı؛ ۱۸ مارس ۱۹۵۷ - ۳۱ اکتبر ۲۰۲۱) نویسنده اهل ترکیه-آلمان بود.
دوغان آخانلی زاده ترکیه بود ولی در پی چند سال زندان، در سال ۱۹۹۱ پس از گذران سال‌ها در زندان نظامیان ترکیه، به آلمان پناهنده شد و پس از چند سال به تابعیت این کشور درآمد. وی همچنین از نویسندگان منتقد وضعیت حقوق بشر در ترکیه بود.
دوغان آخانلی در آثار خویش دربارهٔ قتل هرانت دینک، روزنامه‌نگار ارمنی‌تبار اهل ترکیه در سال ۲۰۰۷ نوشته و همچنین آثاری دربارهٔ نسل‌کشی ارمنی‌ها به دست دولت عثمانی در سال ۱۹۱۵ به رشته تحریر درآورد.
او یک بار نیز در سال ۲۰۱۰ در جریان سفری به ترکیه دستگیر شد. دادستانی استانبول آخانلی را متهم می‌کرد که ۲۲ سال پیش در جریان سرقت از یک صرافی در شهر استانبول که منجر به قتل صاحب آن شده، شرکت داشته‌است اما چهار ماه بعد در سال ۲۰۱۱ به دلیل عدم وجود ادلهٔ کافی آزاد شد. در سال ۲۰۱۳ دادگاهی در استانبول دوباره حکم آزادی آخانلی را نقض و دستور بازداشت او را به مراجع بین‌المللی از جمله «اینترپل» ابلاغ نمود.
آخانلی که از منتقدان دولت رجب طیب اردوغان بود، بنابر به درخواست دادگاهی در استانبول در اوت ۲۰۱۷ هنگام گذراندن تعطیلات در اسپانیا بازداشت شد. دولت آلمان این بازداشت را محکوم کرد و درخواست نمود که به ترکیه استرداد نشود.